# 日之影町立八戸小学校
日之影町立八戸小学校（ひのかげちょうりつ やとしょうがっこう）は、かつて宮崎県西臼杵郡日之影町大字七折にあった公立の小学校。
2020年（令和2年）3月末をもって閉校し、日之影町立宮水小学校に統合された。

## 概要
歴史
1875年（明治8年）創立の「新町小学校」と、1887年（明治20年）創立の「星山小学校」の2校が、1958年（昭和33年）に統合されて開校。開校から62年を迎えた2020年（令和2年）3月末をもって閉校した。
校章
校歌
作詞は江藤白村、作曲は海老原直による。歌詞は4番まであり、各番の歌詞中に校名の「八戸小」が登場する。
通学区域
以下の区域が指定されている。
「舟の尾、阿下、新町、椛木、八戸上、稲荷町、駅前通り、中央通り、八戸本町、東町、梁崎、興地、河内、田吹、星山、大山」。中学校区は日之影町立日之影中学校であった。

## 沿革
旧・新町小学校（しんまち）
- 1875年（明治8年）- 七折村に「舟之尾小学校」が創立。
- 時期不詳 - 新町に移転し、「新町尋常小学校[2]」に改称。四ヶ惣（しかそう）地区を校区とする。
- 時期不詳 - 高等科を併置の上、「新町尋常高等小学校[3]」に改称。
- 1941年（昭和16年）4月1日 - 国民学校令施行により、「七折村新町国民学校」に改称。尋常科を初等科に改める。
- 1944年（昭和19年）9月 - 沖縄県佐敷国民学校からの疎開児童・教師の受け入れを開始。
- 1946年（昭和21年）9月 - 佐敷国民学校からの疎開児童・教師の受け入れを終了。
- 1947年（昭和22年）- 学制改革が行われる（六・三制の実施）。
  - 4月1日 - 国民学校初等科が、新制小学校「七折村立新町小学校」に改組・改称。
  - 5月8日 - 国民学校高等科が青年学校普通科とともに、新制中学校「岩井川村七折村組合立 八戸中学校[4]」に改組・改称。小学校に併設される。
- 1949年（昭和24年）
  - 4月 - 七折村立鹿川小学校から中川分校が移管される。
  - 6月 - 八戸中学校[4]の独立校舎が完成し、移転を完了。これにより、中学校との併設を解消。
- 1951年（昭和26年）1月1日 - 2村（岩井川・七折）合併により、日の影町が発足。これにより、「日の影町立新町小学校」に改称。
- 1956年（昭和31年）10月1日 - 町名改称に伴い、「日之影町立新町小学校」（最終名）に改称。
- 1958年（昭和33年）3月31日 - 日之影町立星山小学校との統合により、閉校。83年の歴史に幕を閉じる。
- 1997年（平成9年）9月21日 - 小学校跡地に学童疎開記念碑が建立される。

旧・星山小学校（ほしやま）
- 1887年（明治20年）4月 - 「簡易星山小学校」が開校。大川平地区を校区とする。
- 1892年（明治25年）- 統合により、「小原尋常小学校[5] 星山分教場」となる。
- 1914年（大正3年）- 小原尋常小学校から分離の上、「星山尋常小学校」に改称。
- 1941年（昭和16年）4月1日 - 国民学校令施行により、「岩井川村星山国民学校」に改称。尋常科を初等科に改める。
- 1947年（昭和22年）4月1日 - 学制改革（六・三制の実施）により、国民学校初等科が、新制小学校「岩井川村立星山小学校」に改組・改称。
- 1951年（昭和26年）1月1日 - 2村（岩井川・七折）合併により、日の影町が発足。これにより、「日の影町立星山小学校」に改称。
- 1956年（昭和31年）10月1日 - 町名改称に伴い、「日之影町立星山小学校」（最終名）に改称。
- 1958年（昭和33年）3月31日 - 日之影町立新町小学校との統合により、閉校。71年の歴史に幕を閉じる。

統合・八戸小学校（やと）
- 1958年（昭和33年）4月1日 - 上記小学校2校（新町・星山）を統合の上、八戸上に校舎を新築し、「日之影町立八戸小学校」（最終名）が開校。
- 1959年（昭和34年）
  - 3月31日 - 中川分校が隣村の北方村立下鹿川小学校[6]に統合され、閉校。
  - 4月 - 在籍児童数が584名と、最大を記録する（ピーク）。
- 1961年（昭和36年）
  - 3月 - 運動場を拡張。
  - 5月 - 体育館兼講堂が完成。
- 1967年（昭和42年）- 槙峰鉱山の閉山により、児童数の急速な減少が始まる。
- 1979年（昭和54年）- プールが完成。
- 1996年（平成8年）- 校舎の大規模改修工事が完了。
- 2007年（平成19年）
  - 4月1日 - 日之影町立八戸中学校[4]の閉校により、中学校区が日之影町立日之影中学校となる。
  - 10月 - 創立50周年記念事業を実施。
- 2020年（令和2年）
  - 3月26日 - 閉校式を挙行。
  - 3月31日 - 日之影町立宮水小学校への統合により、閉校。62年の歴史に幕を閉じる。

## 交通
最寄りのバス停留所
- 宮崎交通「新町入口」バス停下車

最寄りの幹線道路
- 国道218号（日之影バイパス・神話街道）
- 宮崎県道237号北方高千穂線
- 旧・宮崎県道236号日向八戸停車場線

最寄りの鉄道駅
- かつて高千穂鉄道 高千穂線の「日向八戸駅」があったが、2008年（平成20年）に廃止された。

## 周辺
- 八戸観音
- 八戸観音滝
- 金比羅宮
- 八戸いこいの広場
- 高千穂警察署 八戸警察官駐在所
- 八戸郵便局
- 星山ダム
- 五ヶ瀬川

## 参考資料
- 「日之影町史 四 資料編2 村の歴史」（1999年（平成11年）3月発行, 日之影町）p.254～p.255, p.241（新町小学校）, p.226（八戸小学校）, p.465, p.465（星山小学校）